# Short track ai IX Giochi asiatici invernali - 1500 metri maschile
La specialità dei 1500 metri maschili di short track degli IX Giochi asiatici invernali si è svolta dal 7 all'8 febbraio 2025 allo Heilongjiang Multifunctional Hall di Harbin, in Cina.

## Risultati
Legenda
- PEN — Penalità
- q — Qualifificato per il tempo

### Quarti di finale
| Rank        | Batteria | Atleta                      | Nazione       | Tempo    | Note  |
| ----------- | -------- | --------------------------- | ------------- | -------- | ----- |
| 1           | 1        | Park Ji-won                 | Corea del Sud | 2:21.118 | Q     |
| 2           | 1        | Phooripat Changmai          | Thailandia    | 2:24.500 | Q     |
| 3           | 1        | Sidney Chu                  | Hong Kong     | 2:24.516 | Q     |
| 4           | 1        | Lai Tsai Huan-chen          | Taipei cinese | 2:24.848 | ADV   |
| 5           | 1        | Mohammed Al-Abdulla         | Qatar         | No time  |       |
| -           | 1        | Osuke Irie                  | Giappone      | PEN      |       |
| 1           | 2        | Sun Long                    | Cina          | 2:30.516 | Q     |
| 2           | 2        | Gleb Ivchenko               | Kazakistan    | 2:30.602 | Q     |
| 3           | 2        | Daniil Eybog                | Uzbekistan    | 2:30.611 | Q     |
| 4           | 2        | Erdenebilegiin Mönkh-Erdene | Mongolia      | 2:33.000 |       |
| 5           | 2        | Kwok Tsz Ho                 | Hong Kong     | 2:34.361 |       |
| 6           | 2        | Dương Trường Lập            | Vietnam       | 3:05.572 |       |
| 1           | 3        | Jang Sung-woo               | Corea del Sud | 2:19.505 | Q     |
| 2           | 3        | Chonlachart Taprom          | Thailandia    | 2:20.864 | Q     |
| 3           | 3        | Chang Chuan-lin             | Taipei cinese | 2:20.956 | Q     |
| 4           | 3        | Kwok Tsz Fung               | Hong Kong     | 2:21.135 | q     |
| 5           | 3        | Garmaagiin Mönkh-Erdene     | Mongolia      | 2:27.762 |       |
| 6           | 3        | Noyal Charli Chevrian       | India         | 2:52.916 |       |
| 1           | 4        | Kim Gun-woo                 | Corea del Sud | 2:24.076 | Q     |
| 2           | 4        | Brandon Pok                 | Singapore     | 2:25.935 | Q     |
| 3           | 4        | Tsai Chia-wei               | Taipei cinese | 2:27.367 | Q     |
| 4           | 4        | Mönkhbayaryn Borkhüü        | Mongolia      | 2:40.852 |       |
| 5           | 4        | Chirawat Phonkat            | Thailandia    | 2:51.360 |       |
| Template:Hs | 4        | Eklavya Jagal               | India         | PEN      |       |
| 1           | 5        | Adil Galiakhmetov           | Kazakistan    | 2:29.920 | Q     |
| 2           | 5        | Lin Xiaojun                 | Cina          | 2:29.944 | Q     |
| 3           | 5        | Daito Ochi                  | Giappone      | 2:30.136 | Q     |
| 4           | 5        | Ong Ryo Yik                 | Singapore     | 2:31.826 |       |
| 5           | 5        | Marva Kayana Putra Firdaus  | Indonesia     | 2:34.706 |       |
| -           | 6        | Mohamad bin Mohamad Fadzli  | Malaysia      | DNS      | DNS   |
| 1           | 6        | Liu Shaoang                 | Cina          | 2:16.538 | Q, GR |
| 2           | 6        | Denis Nikisha               | Kazakistan    | 2:16.863 | Q     |
| 3           | 6        | Shun Saito                  | Giappone      | 2:16.933 | Q     |
| 4           | 6        | Peter Groseclose            | Filippine     | 2:19.318 | q     |
| 5           | 6        | Arsa Mizan Putra Firdaus    | Indonesia     | 2:32.305 |       |
| 6           | 6        | Suyog Sanjay Tapkir         | India         | 2:37.211 |       |

### Semifinale
| Rank | Batteria | Atleta             | Nazione       | Tempo    | Note |
| ---- | -------- | ------------------ | ------------- | -------- | ---- |
| 1    | 1        | Sun Long           | Cina          | 2:31.689 | QA   |
| 2    | 1        | Liu Shaoang        | Cina          | 2:31.720 | QA   |
| 3    | 1        | Denis Nikisha      | Kazakistan    | 2:31.890 | QB   |
| 4    | 1        | Shun Saito         | Giappone      | 2:32.006 | QB   |
| 5    | 1        | Gleb Ivchenko      | Kazakistan    | 2:32.129 |      |
| 6    | 1        | Peter Groseclose   | Filippine     | 2:32.668 |      |
| 7    | 1        | Daniil Eybog       | Uzbekistan    | 3:06.877 |      |
| 1    | 2        | Lin Xiaojun        | Cina          | 2:25.880 | QA   |
| 2    | 2        | Jang Sung-woo      | Corea del Sud | 2:25.937 | QA   |
| 3    | 2        | Adil Galiakhmetov  | Kazakistan    | 2:25.993 | QB   |
| 4    | 2        | Daito Ochi         | Giappone      | 2:26.370 | QB   |
| 5    | 2        | Chang Chuan-lin    | Taipei cinese | 2:27.885 |      |
| 6    | 2        | Kwok Tsz Fung      | Hong Kong     | 2:28.550 |      |
| 7    | 2        | Chonlachart Taprom | Thailandia    | 2:28.614 |      |
| 1    | 3        | Park Ji-won        | Corea del Sud | 2:18.000 | QA   |
| 2    | 3        | Kim Gun-woo        | Corea del Sud | 2:18.133 | QA   |
| 3    | 3        | Tsai Chia-wei      | Taipei cinese | 2:22.258 | QA   |
| 4    | 3        | Lai Tsai Huan-chen | Taipei cinese | 2:23.794 | QB   |
| 5    | 3        | Brandon Pok        | Singapore     | 2:25.294 | QB   |
| 6    | 3        | Sidney Chu         | Hong Kong     | 2:50.806 | ADVB |
| -    | 3        | Phooripat Changmai | Thailandia    | PEN      |      |

### Finali

#### Finale B
| Class | Atleta             | Nazione       | Tempo         | Note          |  |
| ----- | ------------------ | ------------- | ------------- | ------------- |  |
| 8     | Adil Galiakhmetov  | Kazakistan    | 2:29.565      |               |  |
| 9     | Daito Ochi         | Giappone      | 2:29.643      |               |  |
| 10    | Shun Saito         | Giappone      | 2:29.744      |               |  |
| 11    | Brandon Pok        | Singapore     | 2:31.915      |               |  |
| 12    | Sidney Chu         | Hong Kong     | 2:32.786      |               |  |
| 13    | Lai Tsai Huan-chen | Taipei cinese | 2:33.760      |               |  |
| 14    | Denis Nikisha      | Kazakistan    | Did not start | Did not start |  |

#### Finale A
| Class | Atleta        | Nazione       | Tempo    | Note |
| ----- | ------------- | ------------- | -------- | ---- |
| 1     | Park Ji-won   | Corea del Sud | 2:16.927 |      |
| 2     | Lin Xiaojun   | Cina          | 2:16.956 |      |
| 3     | Jang Sung-woo | Corea del Sud | 2:17.057 |      |
| 4     | Kim Gun-woo   | Corea del Sud | 2:17.160 |      |
| 5     | Liu Shaoang   | Cina          | 2:18.661 |      |
| 6     | Sun Long      | Cina          | 2:20.064 |      |
| 7     | Tsai Chia-wei | Taipei cinese | 2:24.309 |      |